# Феодорит (митрополит Литовский)
Феодори́т — митрополит Литовский (1352—1354).
В эпоху митрополита Феогноста (1328—1353) византийские источники говорят о Литовской митрополии как о «незамещённой», а не «упразднённой».
В 1352 году Феодорит прибыл в Константинополь как кандидат от Великого княжества Литовского на кафедру митрополита Руси (греч. μητροπολίτης 'Ρωσίας). Кандидатура Феодорита была отвергнута константинопольским правительством Кантакузина, но поддержана враждебной Кантакузину балканской коалицией сторонников Иоанна Палеолога. Феодорит был посвящён в русские митрополиты болгарским патриархом Тырновским.
По возвращении на Русь Феодорит не менее двух лет управлял церковью в землях Великого княжества Литовского. Из-за отсутствия документов неизвестен точный титул Феодорита, с которым он был поставлен в Тырново — митрополит «Литовский» или «всея Руси». И. Мейендорф допускает, что это мог быть титул «Митрополита Киевского и всея Руси». После переговоров с Золотой Ордой через епископа Сарайского, Филофей (Коккин), сменивший в сентябре 1353 года патриарха Каллиста, 30 июня 1354 года посвятил в митрополиты Киевские и всея Руси московского кандидата Алексия. Архиепископ Новгородский Моисей получил от патриарха Филофея требование повиноваться Алексию и угрозу отлучения, если Моисей подчинится Феодориту. Дальнейшая судьба Феодорита неизвестна. В 1355 году митрополитом Литовским стал Роман.